# EnDaNet
Die EnDaNet GmbH (Energiedienstleistungen und Datenmanagement für Netzbetreiber, Lieferanten und Händler) mit Sitz in Erfurt ist ein deutsches Dienstleistungsunternehmen in der Energiewirtschaft mit den Schwerpunkten Energiehandel, elektronisches Datenmanagement und Beratung, sowie Systemdienstleistungen für Verteilnetzbetreiber (Stadtwerke), Lieferanten und Händler.

## Geschichte
Das Unternehmen wurde als Dienstleister im Zuge der Liberalisierung des deutschen Energiemarktes im Jahr 2000, durch die Gesellschafter Stadtwerke Erfurt (SWE), die Göken, Pollak und Partner Treuhandgesellschaft mbH (GPP) sowie das Ingenieurbüro für Energiewirtschaft Dr.-Ing. Dirk Schramm (VBI) gegründet.
Gesellschafter waren die Stadtwerke Erfurt GmbH (SWE) und die Göken, Pollak und Partner Treuhandgesellschaft mbH.
2019 wurde das Unternehmen von der MVV Trading, einer Tochter des kommunalen Energieversogungskonzern MVV Energie, übernommen.

## Dienstleistung/Geschäftsfelder
- Energiedatenmanagement für Verteilnetzbetreiber
- Energiedatenmanagement für Lieferanten und Bilanzkreisverantwortliche
- Portfoliomanagement
- Beratung zu energiewirtschaftlichen Prozessen, wie die Umsetzung der gesetzlichen Verordnungen MaBiS, KoV, GABi-Gas, GPKE und GeLi-Gas

## Partner und Software
- Klafka & Hinz: Die EnDaNet nutzt für ihre Dienstleistungsprozesse im Energiedatenmanagement die Produktfamilie FirstX (FirstSale und FirstNet) des Anbieters KlafkaHinz.[3]
- Energieunion: Für die Leistungen im Energiehandel (Börsenzugang) nutzt die EnDaNet die Leistungen der Energieunion mit Sitz in Schwerin.[4]
- Dachs (Kisters Group): Die Programme E-Risk Power und E-Risk Gas werden zur Durchführung des Portfoliomanagements genutzt.[5]